# Croton nepetifolius
Espèce
Croton nepetifolius est une espèce de plantes à fleurs du genre Croton et de la famille des Euphorbiaceae présente du sud du Venezuela au Brésil.
Il a pour synonyme :
- Oxydectes nepetifolia, (Baill.) Kuntze